# Титьен, Фридрих
Фридрих Титьен (15 октября 1832, Гарнхольт — 21 июня 1895, Берлин) — немецкий астроном. С 1861 года работал в Берлинской обсерватории, известен открытием астероида (86) Семела в 1866 году. С 1874 года до своей смерти был директором обсерватории.
Наблюдениями ночного неба увлекался с детства, в 1853 году поступил в Геттингенский университет, где изучал математику и астрономию. После окончания учёбы переехал в Берлин, в 1863 году получил докторскую степень. Проводил астрономические наблюдения в основном в Германии, но в 1868 году — и в Британской Индии. В 1866 году вместе с директором обсерватории проводил работы на севере Германии для установления среднеевропейской градусной сетки, что было специальным заказом прусского короля. Никогда не имел семьи, умер от сердечного заболевания.